# Devrekani
Devrekani là một huyện thuộc tỉnh Kastamonu, Thổ Nhĩ Kỳ. Huyện có diện tích 599 km² và dân số thời điểm năm 2007 là 13742 người, mật độ 23 người/km².